# Région des Central Highlands
Pour la région naturelle, voir Central Highlands.
Pour les articles homonymes, voir Conseil des Massifs Centraux.
La région des Central Highlands est une zone d'administration locale au centre du Queensland, en Australie.
Elle résulte de la fusion des comtés de Bauhinia, de Duaringa, d'Emerald et de Peak Downs en mars 2008.
La région comprend les villes de Blackwater, Bluff, Capella, Dingo, Duaringa, Emerald, Rolleston, Springsure et Tieri ainsi que les villages et communautés d'Anakie, Bogantungan, Bauhinia, Comet, Fernlees, Gindee, Rubyvale, Sapphire, The Willows, Withersfield et Yamala.
Elle est gérée par huit conseillers et un maire sans découpage de circonscriptions.